# Esther Bächlin
Esther Bächlin (* 27. Juni 1965 in Basel) ist eine Schweizer Jazzmusikerin (Piano, Gesang, Komposition).

## Leben und Wirken
Bächlin spielt seit ihrem sechsten Lebensjahr Klavier und sang viele Jahre in Chören. Sie erhielt acht Jahre lang klassischen Klavierunterricht. Dann besuchte sie bis 1989 die Jazzberufsschule St. Gallen. Sie erhielt Pianounterricht von Art Lande, Uli Scherer und Elena Szirmai. Sie nahm mehrere Jahre Gesangsunterricht bei Malcolm Green, Renata Friederich und Lauren Newton. Seit 1984 gab sie Konzerte im In- und Ausland; sie gehörte den Gruppen von Jenny Menna, Peter Wydler, Katrin Marti und Renata Friederichs an. 1989 bis 1991 trat sie mit dem Projekt Fe&Males des Vienna Art Orchestra auf. Sie bildete ein eigenes Quintett, trat in Soloprogrammen auf und spielte mit Hélène Labarrière, Ingrid Jensen, Michael Gassmann, Wolfgang Puschnig, Marilyn Mazur, Co Streiff und Heiri Känzig. Mit Stephanie Wagner und Gina Schwarz betreibt sie das Projekt Playground.
Bächlin verfügt über einen breiten stilistischen Hintergrund; sie komponiert vor allem im Grenzbereich Klassik-Jazz-Freie Improvisation. Sie unterrichtet seit 1995 an der Musikhochschule Zürich und der Hochschule Luzern und ist seit 2003 Korrepetitorin an der Jazzabteilung der Hochschule Luzern.
Bächlin erhielt 2006 für ihr Projekt inspiring music-in between mit John Voirol und Lauren Newton vom Kanton Luzern einen Werkbeitrag.

## Diskographische Hinweise
- playground4 Hit the Ground Running (JazzHausMusik 2020, mit Stephanie Wagner, Gina Schwarz, Ingrid Oberkanins)
- Jolanda Brunner, Esther Bächlin Who Knows? (Altrisuoni, 2009)
- Bächlin / Newton / Voirol In Between (Inspringmusic, 2008)
- Renata Friederich Moon Moods (Altrisuoni, 2002)
- Esther Bächlin Quintett Newborn Day (Plainisphare 1998, mit Daniel Schenker, Marianne Racine, Kaspar Kramis, Roland Christen, Maurizio Grillo)